# 凡希克凌大道車站 (BMT牙買加線)
凡希克凌大道車站（英語：Van Siclen Avenue station）是美國紐約地鐵BMT牙買加線的隔站停靠地鐵站，位於布魯克林福爾頓街及凡希克凌大道，設有Z線（僅繁忙時段的尖峰方向停站）、J線（任何時候停站（繁忙時段的尖峰方向除外））列車服務。

## 車站結構

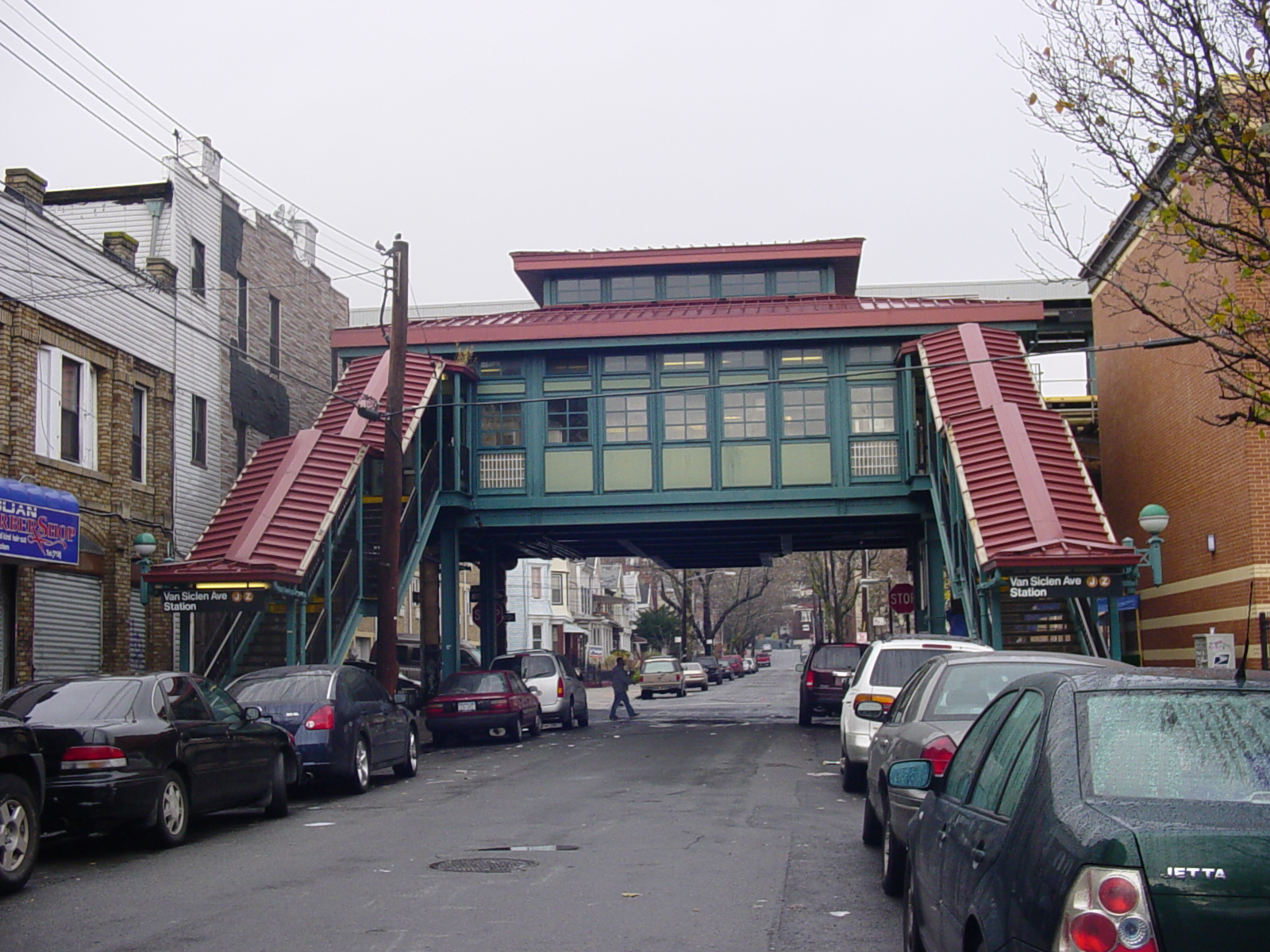
街道上面向北方

| P 月台層 | 西行     | ← 往寬街 (阿拉巴馬大道) ← 早上繁忙時段往寬街 (阿拉巴馬大道) ← 早上繁忙時段不停靠                                         |
| P 月台層 | 島式月台 | |
| P 月台層 | 東行     | → 往牙買加中心-帕森斯／射手 (克里夫蘭街) → → 黃昏繁忙時段往牙買加中心-帕森斯／射手 (諾伍德大道) → → 黃昏繁忙時段不停靠 → |
| M        | 夾層     | 閘機、車站詢問處、Metrocard自動售票機                                                                                    |
| G        | 街道層   | 出入口 |

此高架車站設有一個島式月台和兩條軌道。

## 外部連結
- nycsubway.org—BMT Jamaica Line: Van Siclen Avenue
- Station Reporter — J Train
- The Subway Nut — Van Siclen Avenue Pictures（页面存档备份，存于）
- MTA's Arts For Transit — Van Siclen Avenue (BMT Jamaica Line)
- Van Siclen Avenue entrance from Google Maps Street View（页面存档备份，存于）
- Platform from Google Maps Street View
- The View From Here（页面存档备份，存于）, nycsubway.org